# Kotama maai
Kotama maai är en insektsart som beskrevs av Otte, D. 1988. Kotama maai ingår i släktet Kotama och familjen syrsor. Inga underarter finns listade i Catalogue of Life.